# Língua yãnoma
Yãnoma é uma língua da família linguística ianomâmi. É falada por 178 falantes no baixo Catrimani e na comunidade de Rasasi (perto da Missão Catrimani), no sul do estado brasileiro de Roraima.

## Comparação lexical
Comparação lexical do Yãnoma com outras línguas yanomamis (Ferreira 2019: 107-108):
| Português  | Yãnoma   | Ỹaroamë  | Ninam      | Yanomam    | Yanomamɨ    | Sanöma       | Proto-Yanomami (preliminar) |
| ---------- | -------- | -------- | ---------- | ---------- | ----------- | ------------ | --------------------------- |
| veado      | aya      | aya a    | haya       | haya a     | haya        | hasa a       | **haya                      |
| tabaco     | paa ne   | pinaiki  | piinahi    | pẽe nehe   | pẽe         | piini        |                             |
| urucum     | narã xi  | narãxiki | nalãxiki   | narã xi    | nara xi kɨ  | nana a       | **narã                      |
| boca       | kahikɨ   | kãhĩkĩ   | kahiki     | pei kahikɨ | pei kahi kɨ | pilia kai    | **kahikɨ                    |
| cabeça     | pe he    | he       | pelehe     | pei he     | pei ke he   | pilia hee    | **he                        |
| dente      | nakɨ     | na       | naku       | pei nakɨ   | pei nakɨ    | pilia naköpö | **nakɨ                      |
| fígado     | amuku    | ãmoki    | amok       | pei amuku  | pei amo kɨ  | pilia amuku  | **amukɨ                     |
| floresta   | urihi    | urihi    | ilihi      | urihi a    | urihi       | uli tä uli   | **urihi                     |
| trovão     | yãrɨ     | yarũa    | yãlû       | yãrɨ a     | yãru        | sanötä       | **yãrɨ                      |
| pedra      | mama     | maama    | maama      | maama      | maã këma    | maamaa       | **mama                      |
| abelha     | puna     | imorona  | kastaliana | puu na     | puu kë na   | puuna        | **puna                      |
| caranguejo | kotomi i | oko      | oko        | oko a      | oko         | õko a        | **oko                       |
| pium       | ukuxi    | ukuxi    | kayõ       | ukuxi      | pareto      | potoma       | **ukuxi                     |
| carapanã   | kãyo     | kaỹa     | potoma     | riõ        | ukuxi       | ukusi        |                             |
| mosca      | motote   | poroma   | rõo a      | prõo       | mõo         | motosila     |                             |

## Empréstimos lexicais
Alguns empréstimos karib (em negrito) (Ferreira 2019: 109):
| Português | Yãnoma     | Ỹaroamë    | Ninam           | Yanomam             | Yanomamɨ           | Sanöma      |
| --------- | ---------- | ---------- | --------------- | ------------------- | ------------------ | ----------- |
| buriti    | hĩo kõiki  | hĩo kõikɨ  | kui ki          | kui si              | etewexi (< Arawak) | kui ã       |
| jaboti    | totori     | korori     | yãpohlipe       | totori              | totori             | totoli      |
| cachorro  | pɨtasi     | pëtaxi     | okoro           | hiima               | hiima              | pore a      |
| ralador   | maama      | mamari     | xomari          | xamari              | xamari             | nãmõnãmõrĩm |
| estrela   | waxaoa ãhu | pirima ãhu | plem ãhu/xirika | pirima ãhu/xitikari | puriwari/xitikari  | sitikali    |